# 75-мм гаубица M116
M116 (англ. 75mm Pack Howitzer M116) — буксируемая вьючная 75-мм гаубица США периода Второй мировой войны. Разработка вьючной гаубицы для замены устаревшего орудия QF 2.95 inch Mountain Gun того же калибра, предназначавшейся прежде всего для использования в горных и других труднопроходимых районах, была начата ещё в предшествовавшие Первой мировой войне годы. В результате этого в 1920—1927 годах была создана гаубица, принятая в 1927 году на вооружение под обозначением M1 (англ. 75mm Pack Howitzer M1). Вследствие недостатка финансирования на протяжении межвоенного периода производство гаубицы первоначально осуществлялось лишь в незначительном количестве и только в 1940 году было начато производство модернизированного варианта гаубицы, получившего обозначение M1A1.
В 1930-е годы 75-мм вьючная гаубица, помимо своей основной роли, была принята на вооружение Корпуса морской пехоты, а в ходе Второй мировой войны, на модернизированном лафете — на вооружение воздушно-десантных войск. Производство 75-мм вьючной гаубицы продолжалось вплоть до декабря 1944 года, всего за этот период было выпущено 5030 орудий этого типа в нескольких вариантах. Помимо этого, гаубица на более тяжёлом невьючном лафете с раздвижными станинами была принята на вооружение кавалерии в качестве орудия полевой артиллерии (англ. 75mm Field Howitzer M1A1), но его производство, продолжавшееся с января 1941 по май 1943 года, ограничилось сравнительно малой серией из 349 единиц.
Хотя 75-мм гаубица стала вторым по численности орудием полевой артиллерии США в период Второй мировой войны, уступая лишь 105-мм гаубице M2, её использование было ограниченным. В основном M1 применялась горными и воздушно-десантными частями, а также морской пехотой, используясь в этих ролях вплоть до конца войны. 1716 орудий этого типа были в годы войны переданы другим странам, в основном Великобритании и Китаю по программе ленд-лиза. В послевоенный период 75-мм гаубица была снята с вооружения США, успев тем не менее получить обозначение M116 по новой системе, и в значительных количествах поставлялась на экспорт, используясь более чем полутора десятками стран. По состоянию на 2010 год, M116 всё ещё остаётся на вооружении ряда стран.

## История создания и производства
| Выпуск M1 по годам  |           |       |      |      |      |      |       |
| Модель / Год        | 1927—1940 | 1940* | 1941 | 1942 | 1943 | 1944 | всего |
| Pack Howitzer M1    | 91        | —     | —    | —    | —    | —    | 91    |
| Pack Howitzer M1A1  | —         | 36    | 188  | 1208 | 2592 | 915  | 4939  |
| Field Howitzer M1A1 | —         | —     | 234  | 64   | 51   | —    | 349   |
| Всего               | 91        | 36    | 422  | 1272 | 2643 | 915  | 5379  |

*второе полугодие 1940 года

## Конструкция

### Боеприпасы и баллистика
| Боеприпасы гаубицы M1      |                 |                    |                    |                   |                                                                  |                        |                       |                                    |
| Тип снаряда                | Марка снаряда   | Длина выстрела, мм | Масса выстрела, кг | Масса снаряда, кг | Масса ВВ, г                                                      | Марка взрывателя       | Дульная скорость, м/с | Максимальная дальность стрельбы, м |
| Осколочно-фугасная граната | HE M41A1 Shell  | 558                | 7,89               | 6,24              | 503 (тротил)                                                     | P.D. M48A2 или TSQ M54 | 381                   | 8824                               |
| Осколочно-фугасная граната | HE M48 Shell    | 596                | 8,27               | 6,62              | 676 (тротил)                                                     | P.D. M48A2 или TSQ M54 | 381                   | 8797                               |
| Дымовой                    | Smoke M64 Shell | 597                | 8,57 / 8,64        | 6,92 / 6,99       | 612 (белый фосфор) / 685 (дымовая смесь на основе хлорида цинка) | P.D. M57               | 381                   | 8797                               |
| Химический                 | Gas M64 Shell   | 597                | 8,43               | 6,78              | 472 (иприт)                                                      | P.D. M57               | 381                   | 8797                               |
| Бронебойный кумулятивный   | HEAT M66 Shell  | 596                | 7,39               | 5,94              | 453 (пентолит)                                                   | B.D. M62 или M62A1     | 305                   | 7224                               |

## На вооружении
- США — сняты с вооружения, используются в роли салютных
- Бразилия — некоторое количество[5], сняты с вооружения[6]
- Великобритания — 826 орудий[7], сняты с вооружения
- Вьетнам — некоторое количество[5], сняты с вооружения[8]
- Южный Вьетнам — некоторое количество[5], остававшиеся орудия перешли к Вьетнаму
- Гаити — некоторое количество[5], сняты с вооружения[9]
- Гондурас — некоторое количество[5], сняты с вооружения[9]
- Индия — некоторое количество[5], сняты с вооружения[10]
- Иран — некоторое количество[5], сняты с вооружения[11]
- Камерун — 6 орудий, по состоянию на 2010 год[12]
- Китайская Республика — 762 орудия[7], сняты с вооружения[13]
- Демократическая Республика Конго — 30 орудий, по состоянию на 2010 год[14]
- Куба — некоторое количество[5], сняты с вооружения[15]
- Лаос — некоторое количество[5], сняты с вооружения[16]
- Непал — 6 орудий, по состоянию на 2010 год[17]
- Оман — некоторое количество[5], сняты с вооружения[18]
- Пакистан — некоторое количество[5], сняты с вооружения[19]
- Таиланд — некоторое количество[5], сняты с вооружения[20]
- Франция — 68 орудий[7], сняты с вооружения[21]
- Япония — некоторое количество[5], сняты с вооружения[22]

### Сноски
1. ↑  На максимальном заряде
2. 1 2  Головной взрыватель с мгновенным действием или задержкой 0,15 секунды
3. 1 2  Мгновенное действие либо регулируемое временное до 25 секунд.
4. 1 2  Головной взрыватель мгновенного действия
5. ↑  Донный взрыватель мгновенного действия